# Isognathus molitor
Isognathus molitor är en fjärilsart som beskrevs av Rothschild och Jordan 1915. Isognathus molitor ingår i släktet Isognathus och familjen svärmare. Inga underarter finns listade i Catalogue of Life.